# 关苍术
关苍术（学名：Atractylodes japonica）是菊科苍术属的植物。分布于日本以及中国大陆的吉林、辽宁、黑龙江等地，生长于海拔200米至800米的地区，多生长在野生林缘和林下，目前尚未由人工引种栽培。

## 外部連結
- 蒼朮酮 Atractylone （页面存档备份，存于） 中草藥化學圖像數據庫 (香港浸會大學中醫藥學院) （中文）（英文）
- 白朮內酯III Atractylenolide III （页面存档备份，存于） 中草藥化學圖像數據庫 (香港浸會大學中醫藥學院) （中文）（英文）